# Neoseiulus cucumeris
Neoseiulus cucumeris är en spindeldjursart som först beskrevs av Oudemans 1930.  Neoseiulus cucumeris ingår i släktet Neoseiulus och familjen Phytoseiidae. Inga underarter finns listade i Catalogue of Life.